# 4 Brygada Jazdy
4 Brygada Jazdy (4 BJ) – wielka jednostka kawalerii Wojska Polskiego.

## Formowanie i walki
W maju 1919 Ministerstwo Spraw Wojskowych w porozumieniu z Naczelnym Dowództwem Wojska Polskiego zaplanowało sformowanie pięciu brygad jazdy. 5 czerwca rozpoczęło się formowanie 4 Brygady Jazdy w składzie 6., 8., i 9 pułk ułanów oraz 4 dywizjon artylerii konnej. Na dowódcę brygady wyznaczony został płk Józef Żaba.
4 Brygada Jazdy została utworzona w czerwcu 1919 na Wołyniu, w rejonie: Horodnica nad Słuczą – Korzec, w składzie: 8 i 9 pułk ułanów oraz 1 bateria 4 dywizjonu artylerii konnej, rtm. Michała Beliny-Prażmowskiego. W czasie wojny z bolszewikami skład brygady był płynny.
Od 22 września do 8 października 1919 w skład brygady wchodził 1 pułk ułanów. W październiku 1919 ze składu brygady ubył 9 pułk ułanów mjr. Józefa Dunin-Borkowskiego (poległ 2 lipca 1920).
Przy planowaniu wiosennej ofensywy na Ukrainie, w kwietniu 1920 doraźnie dla celów taktycznych zorganizowano Dywizję Jazdy pod dowództwem gen. Jana Romera  w składzie: 4 Brygada Jazdy płk. Sulimirskiego i 5 Brygada Jazdy płk. Romana Pasławskiego.  Dowódcy 4 BJ podporządkowano 8, 9 i 14 pułk ułanów oraz 1 i 2/4 dak. W skład 5 Brygady Jazdy włączono 1 i 16 pułk ułanów oraz 2 pułk szwoleżerów. Cała dywizja wzięła udział w zagonie na Koziatyn.
W związku z zagrożeniem, jakie nadal stanowiła konnica Budionnego, 2 lipca 1920 utworzono dwudywizyjną Grupę Operacyjną Jazdy gen. Jana Sawickiego. Tworzyła ją między innymi 1 Dywizja Jazdy płk. Rómmla w składzie 4. i 6 Brygada Jazdy.
W rejonie Zamościa powstawały nowe jednostki. Jako pierwszą zorganizowano nową 4 Brygadę Jazdy której dowodzenie 12 lipca objął płk Gustaw Orlicz-Dreszer. Grupa Operacyjna została rozwiązana rozkazem dowództwa Frontu Południowo-Wschodniego nr 9 z 4 sierpnia 1920.
Jako że Grupa powstawała na zapleczu, a w rejon formowania przybywały jednostki kawaleryjskie, na froncie pozostawały poważnie osłabione brygady jazdy znajdujące się w podległości 2 Armii. Zostały one czasowo przekształcone w grupy jazdy. Dawna 4 BJ w składzie 1.,5., 8., 9. i 16. pułk ułanów przekształcona została w grupę rtm. Piotra Głogowskiego. Liczyła 12 szwadronów liniowych, 17 oficerów, 925 szabel, 15 karabinów maszynowych i 9 dział.
W ostatniej dekadzie lipca i pierwszej dekadzie sierpnia brygada w składzie: 1 i 2 pułki szwoleżerów oraz 8 i 16 pułki ułanów walczy z 1 Armią Konną Budionnego między innymi pod Szczurowicami (26–28 lipca). 9 pułk ułanów odszedł do 7 Brygady Jazdy.
Między 9 a 15 sierpnia brygada w składzie 3 i 7 oraz 16 pułki ułanów i 2 dak została skoncentrowana w rejonie Lublina i Cycowa na północ od Rejowca.
16 sierpnia 1920 w czasie walki o Cyców brygadą kieruje mjr Cyprian Bystram, dowódca 3 pułku ułanów. 17 sierpnia dowództwo objął ppłk SG Adam Nieniewski. Od 17 sierpnia brygada przeszła do pościgu. Działała na wewnętrznych skrzydłach 1 DP Legionów i 3 DP Legionów.
20 sierpnia pod Milejczycami 16 pułk Ułanów mjr. Kmicic-Skrzyńskiego zniszczył uderzeniową grupę artylerii ciężkiej. Ułani zdobyli wszystkie działa (24 armaty i 13 haubic). Według danych sowieckich straty grupy wyniosły 49 dowódców i 1.613 żołnierzy oraz 1.441 koni (przed walką grupa liczyła 3.155 żołnierzy i 1.729 koni).
26 sierpnia w Dobrzyniewie zostaje zorganizowana Grupa Operacyjna ppłk. Nieniewskiego. 4 BJ została podzielona na dwa oddziały: Brygadę „A” mjr. Bystrama (3 pułk ułanów i kombinowany pułk ułanów utworzony ze szwadronów marszowych 5, 8 i 10 pułku ułanów oraz 2 pułku szwoleżerów) i Brygadę „B” mjr. Zygmunta Piaseckiego (7 i 16 pułk ułanów oraz dywizjon rtm. Zapolskiego z Grupy mjr. Jaworskiego).
We wrześniu, w trójkącie Augustów–Sejny–Suwałki grupa wzmocniona 41 pułkiem piechoty przez 3 tygodnie toczyła walki z dwiema litewskimi dywizjami piechoty.
Od 22 września brygada razem z 1 DP Leg. i 1 Dywizją Litewsko-Białoruską oraz 2 Brygadą Jazdy, w ramach tzw. „grupy skrzydłowej” uczestniczyła w działaniach 2 Armii przeciwko Litwinom i 3 Armii (bolszewickiej).
Od 30 września działając w ramach Grupy „Mir” płk. Dąb-Biernackiego (1 DP Leg., 2 i 4 BJ) sforsowała Niemen i dotarła do Stołpców.
8 października 1920 w Nichniewiczach grupa ppłk Nieniewskiego została rozwiązana. Obie brygady ponownie utworzyły IV BJ w składzie 3, 7 i 16 pułku ułanów.
10 października 1920 obie brygady jazdy w ramach Grupy „Mir” zostały połączone w Północną Grupę Jazdy płk. Stefana Strzemieńskiego. 4 BJ została wzmocniona pułkiem ułanów Obrony Wilna. W skład 2 Brygady Jazdy wchodziły: 4 pułk Ułanów Zaniemeńskich i 10 pułk Ułanów Litewskich.
W dniach 10–14 października brygada przeprowadziła zagon na Krzywicze na północny wschód od Mińska i zakończyła działania wojenne.
Od października 1920 brygada pełni służbę na linii demarkacyjnej. Jej pułki są rozlokowane w rejonie miejscowości: Łużki (7 pułk) i Głębokie (3 i 16 pułki).
Na początku grudnia 1920 16 pułk ułanów został dyslokowany do Bydgoszczy. 4 Brygada Jazdy została rozformowana.
W lutym 1921 7 pułk ułanów został dyslokowany z Białorusi do tymczasowego garnizonu w Kraśniku.
Dopiero w połowie 1921 3 pułk ułanów został dyslokowany do Brzeźnicy, Oświęcimia i Dąbia pod Krakowem.

### Mapy walk brygady w 1920

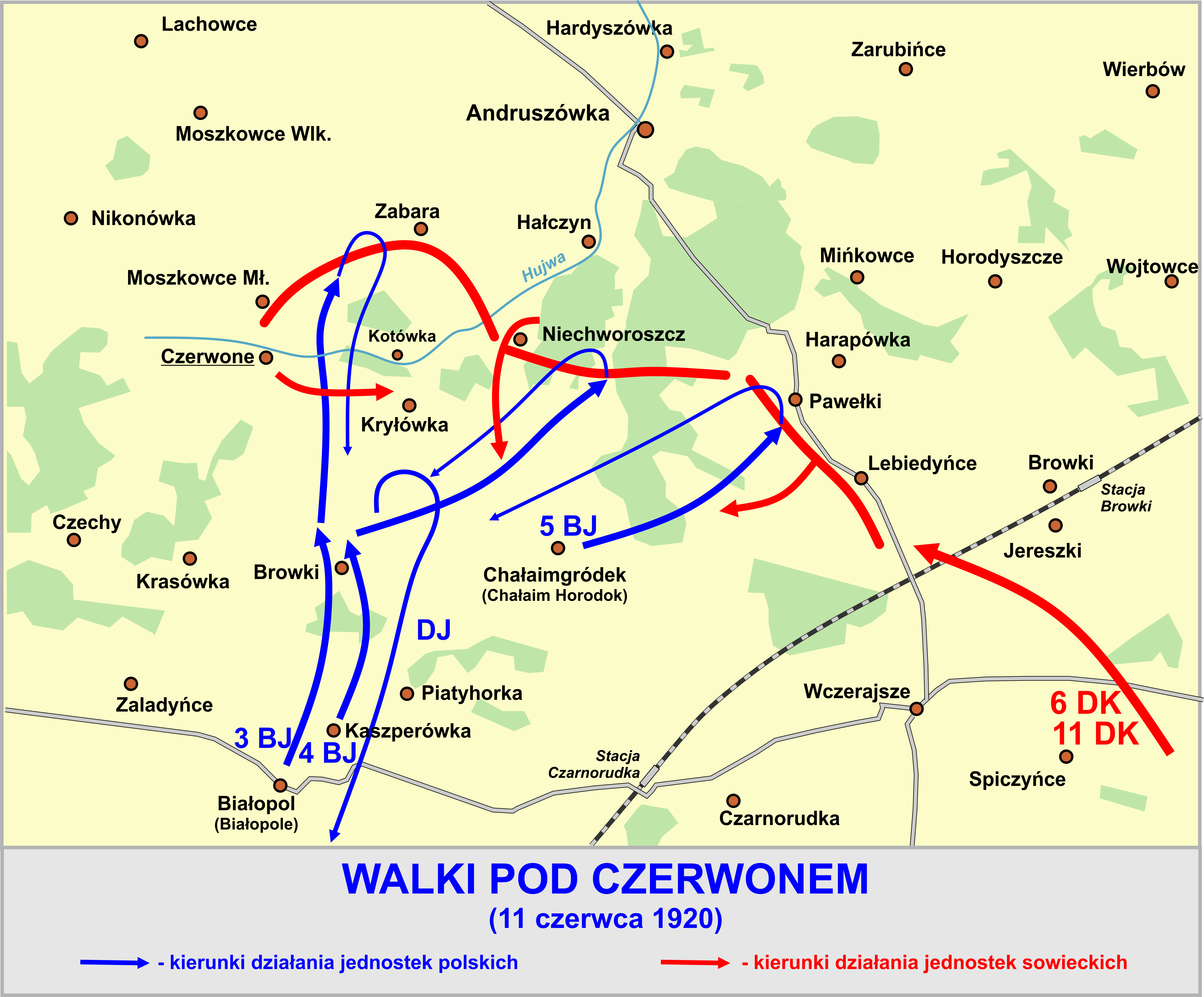
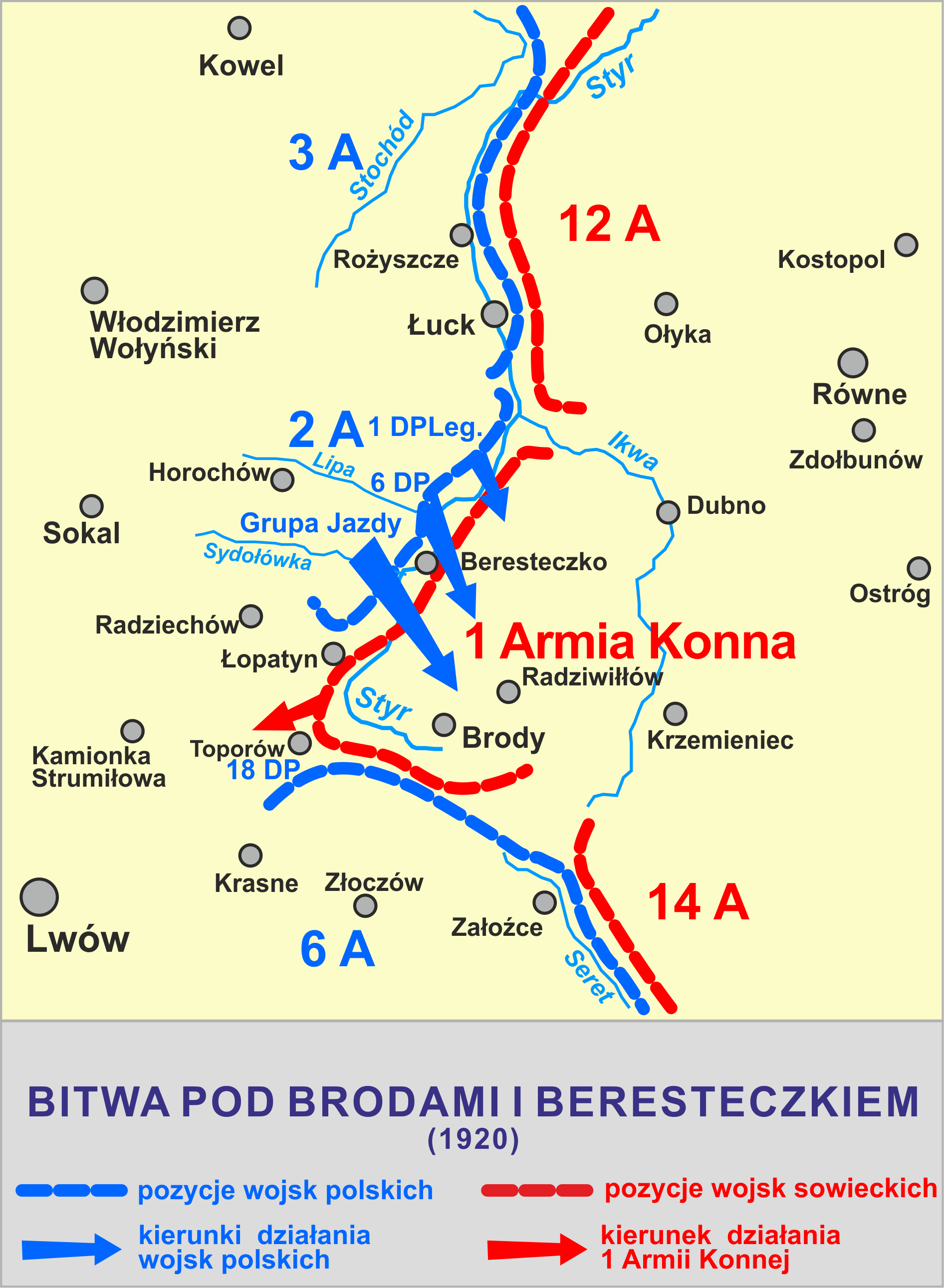
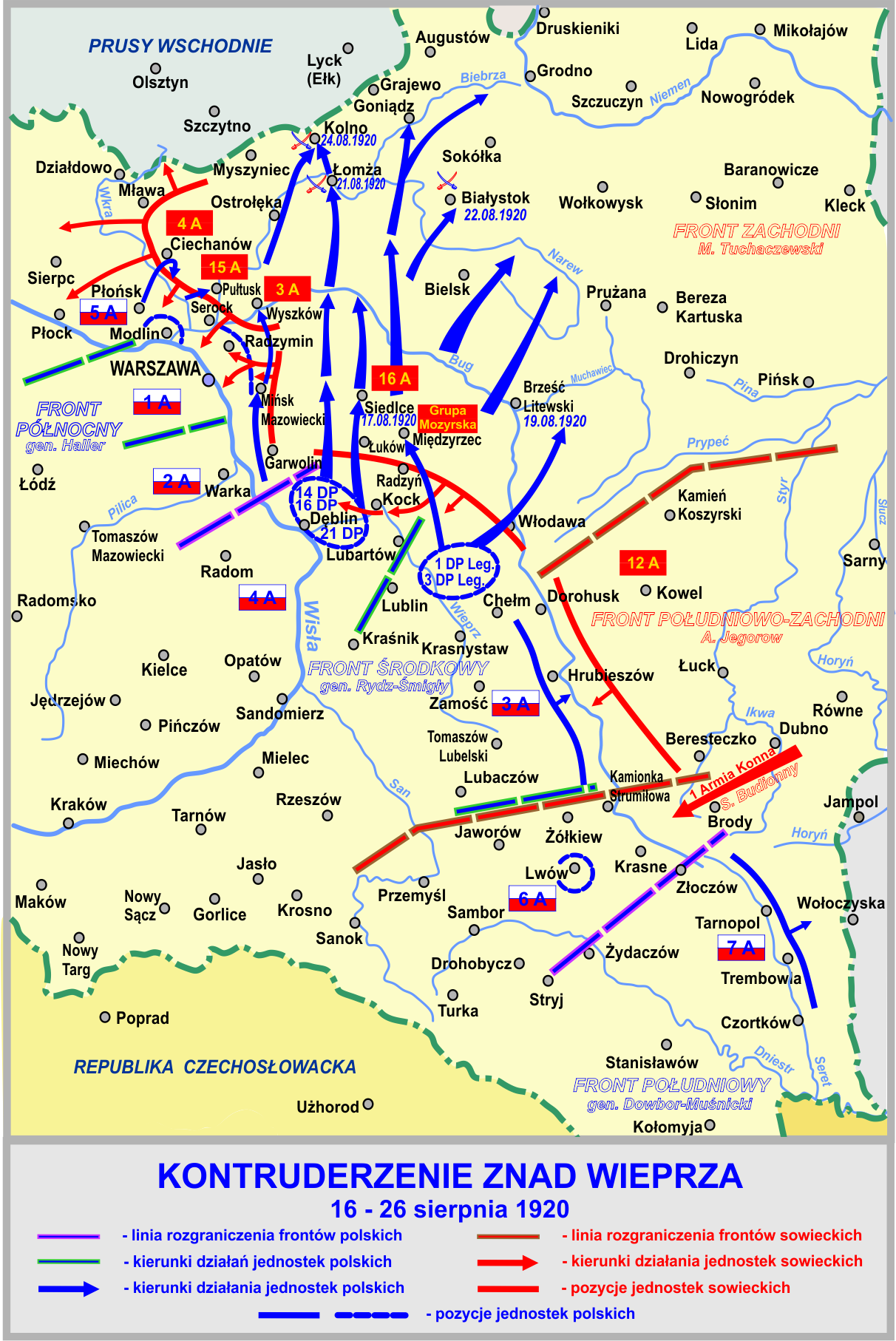
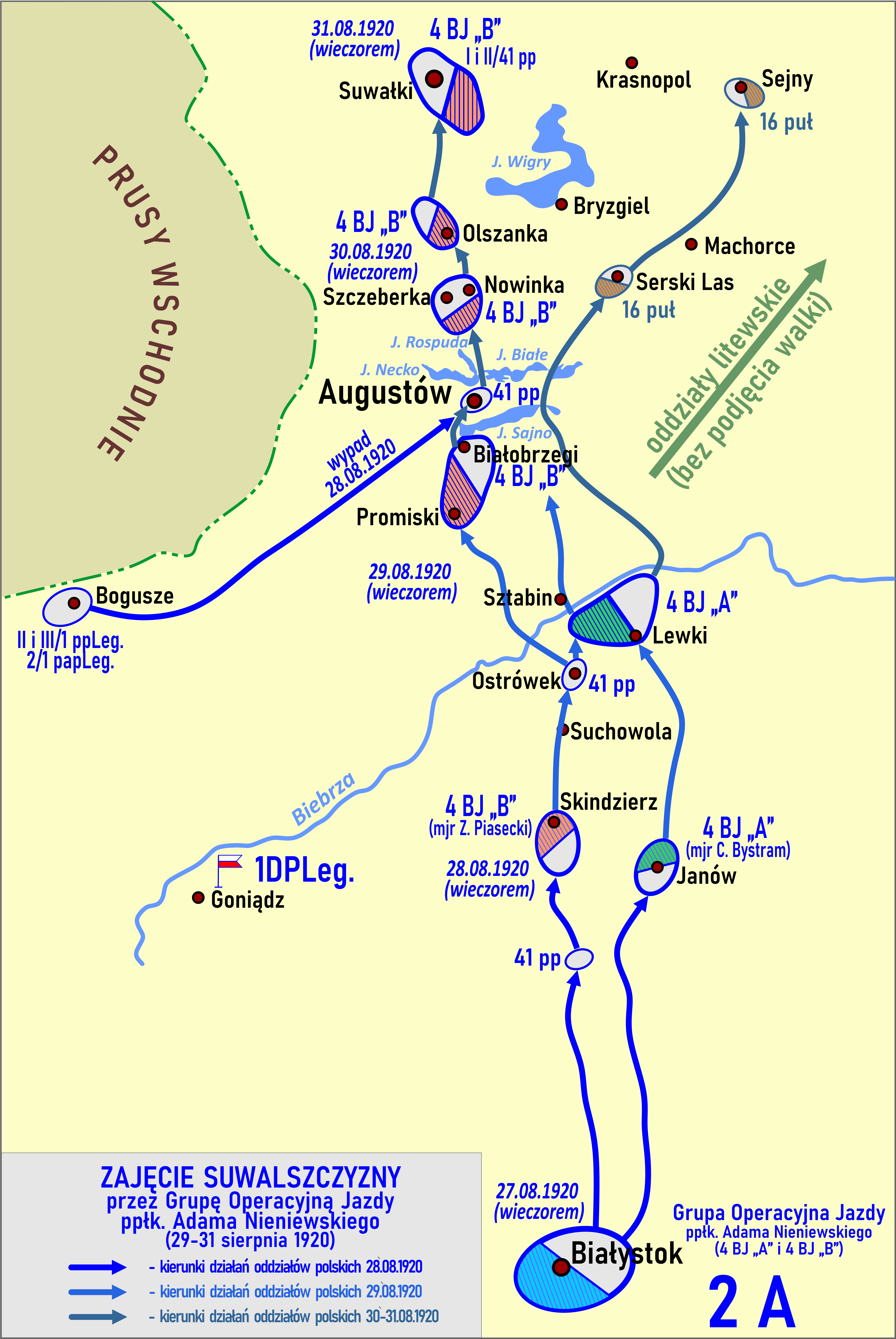
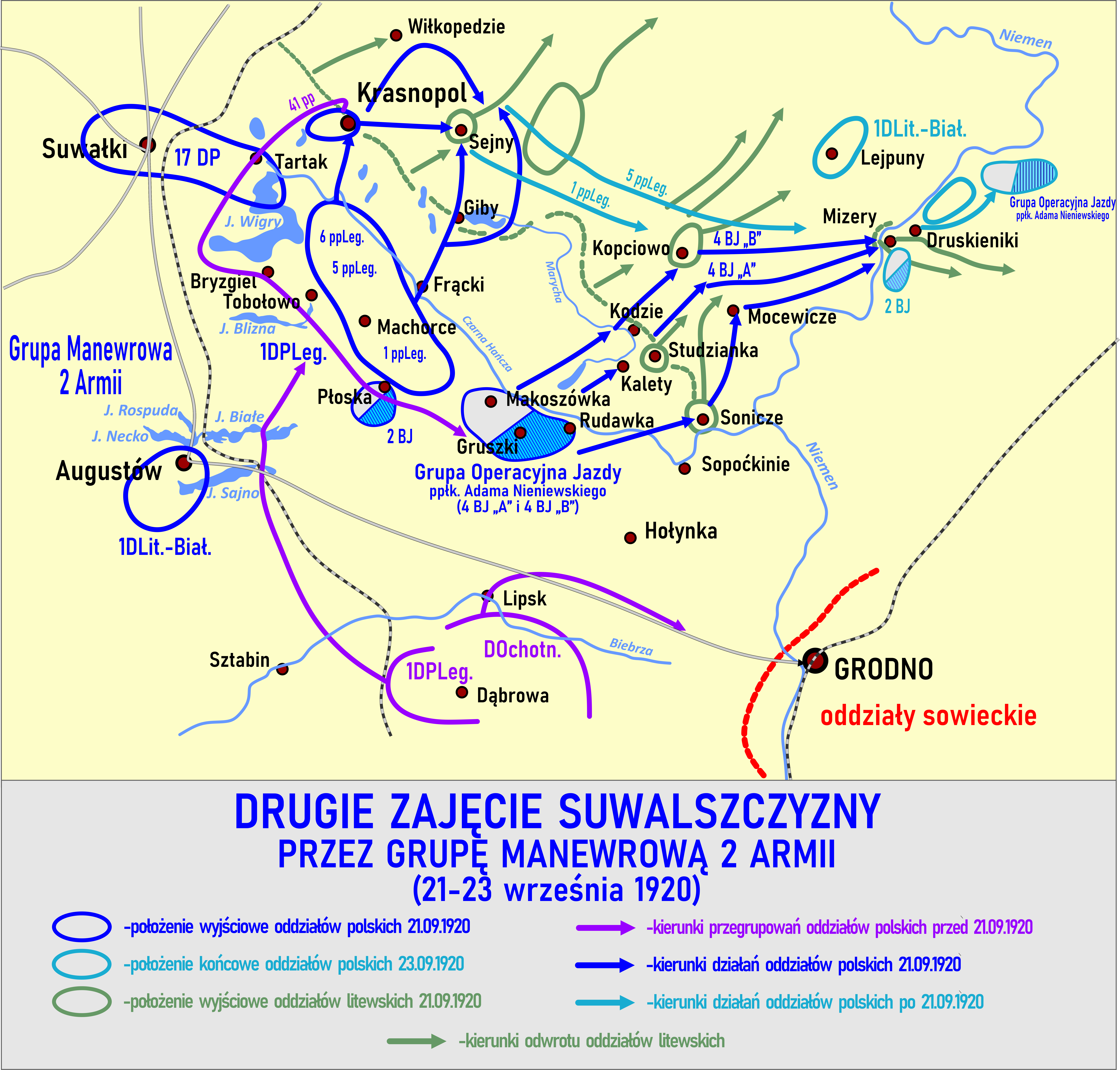
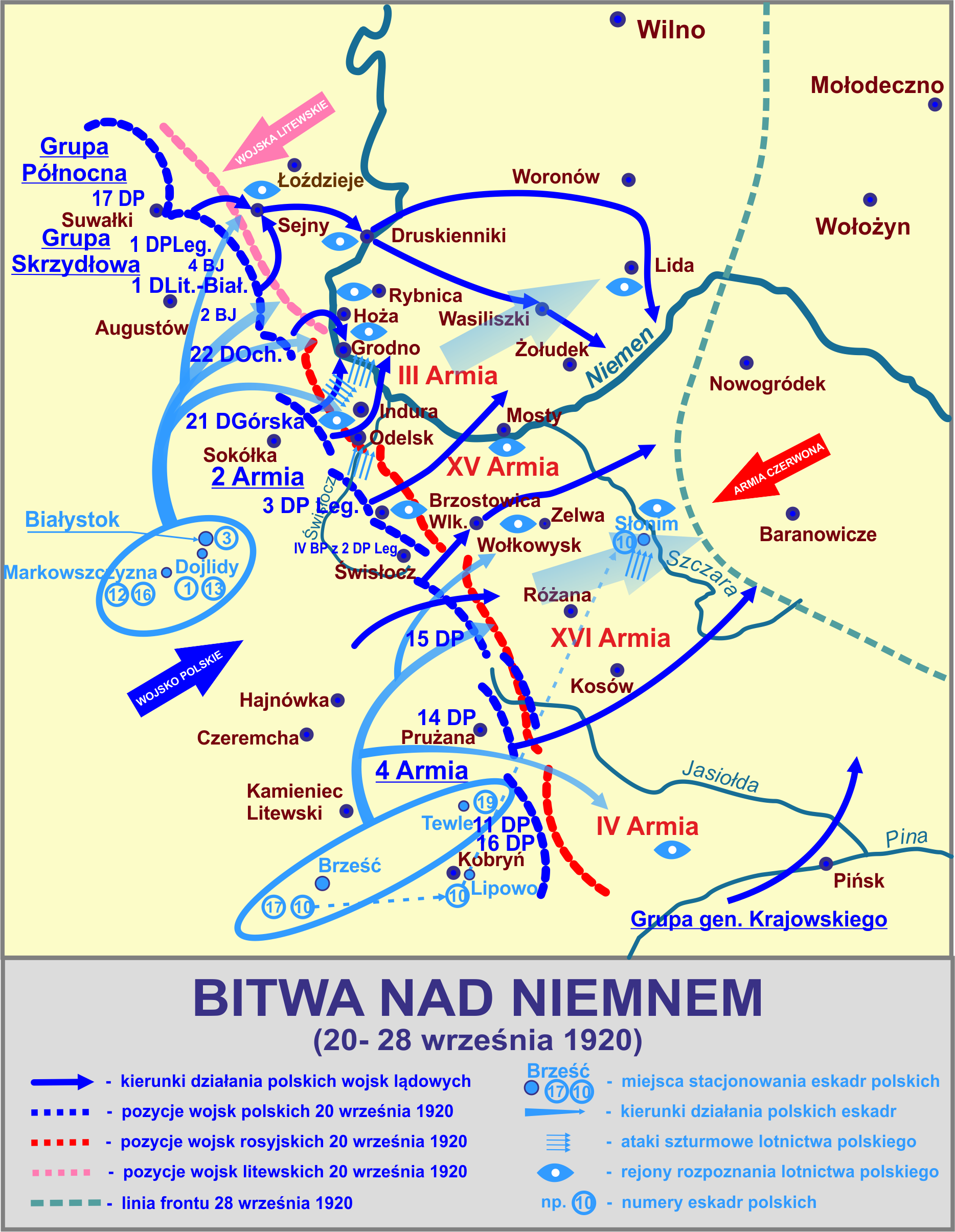

## Obsada personalna Dowództwa 4 Brygady Jazdy
Dowódcy brygady
- płk Roman Żaba (od VII 1919
- płk Tadeusz Sulimirski[7] (od 20 XI 1919)
- płk Konstanty Plisowski
- płk Gustaw Orlicz-Dreszer (VII 1920)
- p.o. mjr Zygmunt Piasecki
- ppłk SG Adam Nieniewski (16 VIII 1920 – 25 I 1921, równocześnie, od 26 VIII do 8 X 1920, dowódca Grupy Operacyjnej swojego imienia)
- p.o. mjr  Cyprian Bystram

Szefowie sztabu
- por. adj. szt. Witold Riess de Riesenhorst († 29 III 1920 nad Słuczą)
- rtm. Jerzy Grobicki (24 VII – VIII 1920)

## Struktura organizacyjna brygady
| Data     | VI 1919                     | 25 IV (tabela)              | w składzie 3 A         | VII 1920 (improwizowana)                               | 11 VII1920         | 31 VII 1920 (nowa)        | 15 VIII 1920   |
| -------- | --------------------------- | --------------------------- | ---------------------- | ------------------------------------------------------ | ------------------ | ------------------------- | -------------- |
| Dowódcy  | płk Józef Żaba              |                             | płk Tadeusz Sulimirski | płk Konstanty Plisowski od 14 VII rtm. Piotr Głogowski |                    | płk Gustaw Orlicz-Dreszer |                |
| Oddziały | 6 p.uł                      | 3 pułk ułanów               | 14 pułk ułanów         | szwadr. zbiorcze 1, 5, 8 i 9 oraz 16 p.uł              | 1 pułk szwoleżerów | 1 pułk szwoleżerów        | 3 pułk ułanów  |
| Oddziały | 9 pułk ułanów               | 9 pułk ułanów               | 9 pułk ułanów          | plutony artylerii z 5 i 7 dak                          | 2 pułk szwoleżerów | 8 pułk ułanów             | 7 pułk ułanów  |
| Oddziały | 8 pułk ułanów               | 8 pułk ułanów               | 8 pułk ułanów          |                                                        | 16 pułk ułanów     | 16 pułk ułanów            | 16 pułk ułanów |
| Oddziały | 4 dywizjon artylerii konnej | 4 dywizjon artylerii konnej | dwie baterie artylerii |                                                        |                    |                           |                |